# Großtreben

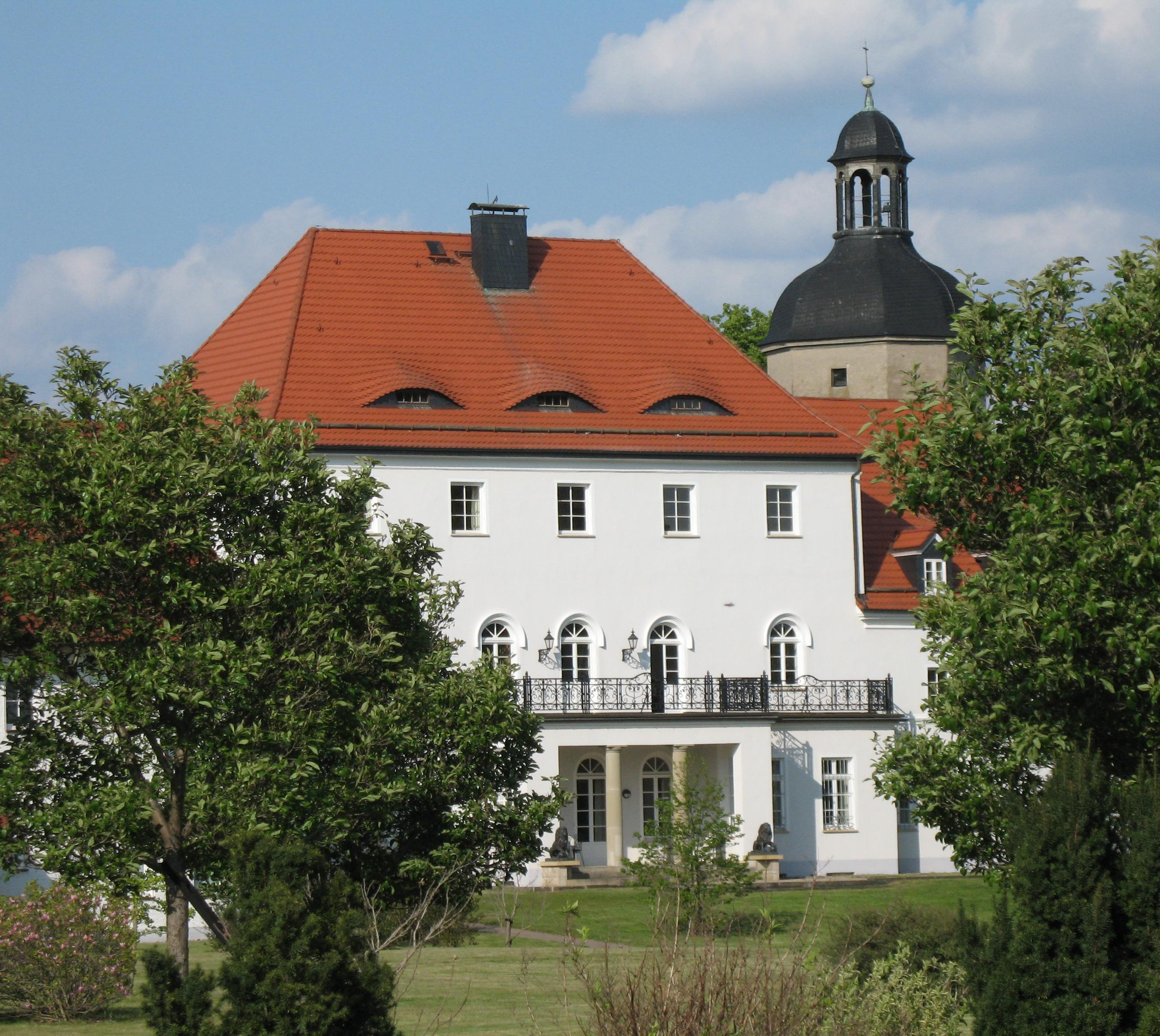
Herrenhaus

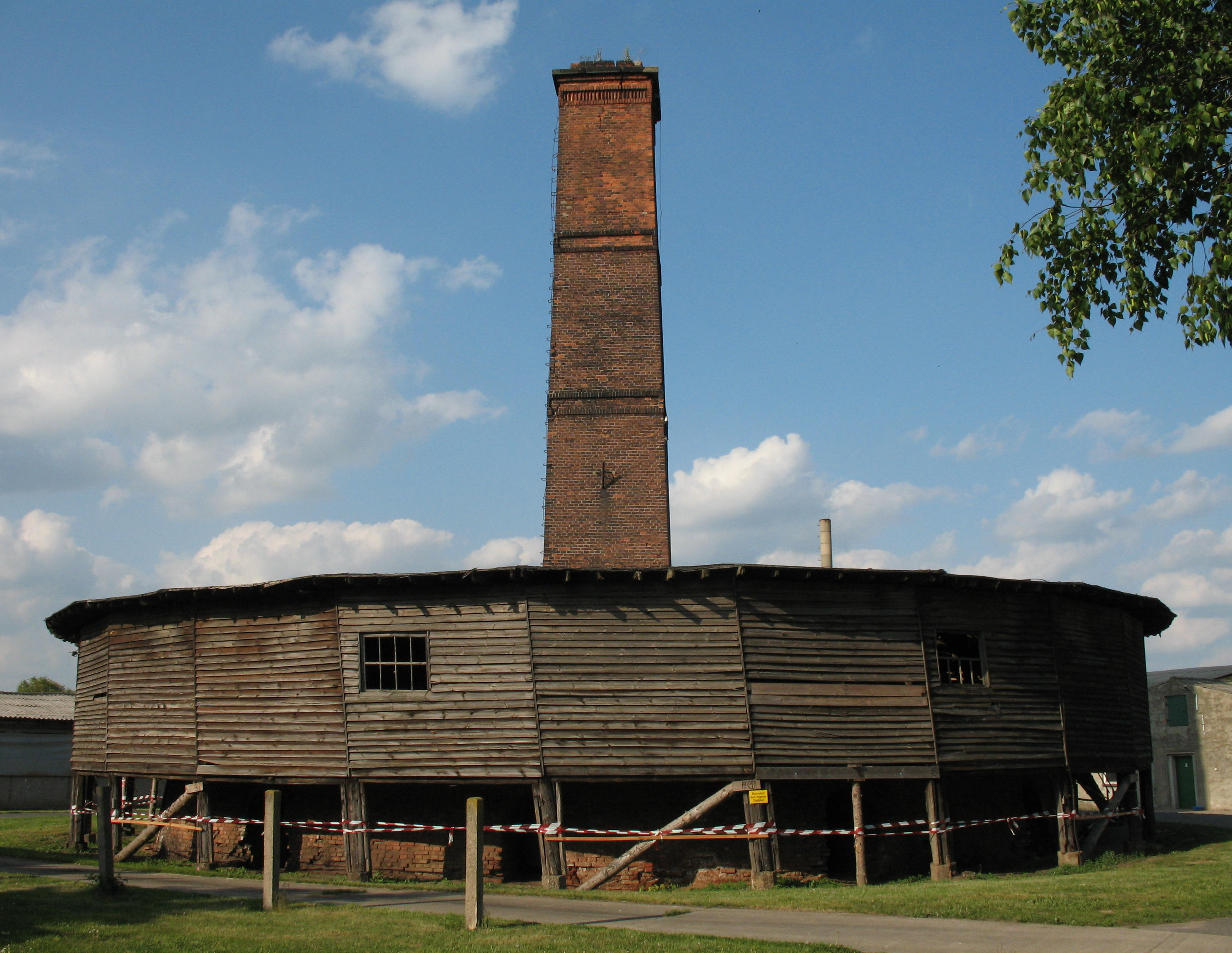
Ringofen

Großtreben ist ein Dorf im nördlichen Landkreis Nordsachsen.

## Geschichte
Der Ort entstand aus einer sorbischen Ansiedlung. Im Jahr 1238 wurde er als Treben erstmals urkundlich erwähnt. In der Folgezeit entwickelte er sich als Straßendorf. Seit dem 13. Jahrhundert ist ein Herrensitz nachweisbar. Im 18. Jahrhundert verfestigte sich der Ortsname Groß Treben.
Im 19. Jahrhundert wurde eine Ziegelei errichtet, die bis nach Ende des Zweiten Weltkriegs produzierte. Der hier vorhandene Ringofen wurde 1861–65 erbaut und ist der älteste noch vollständig erhaltene Ringofen dieser Bauart in Deutschland.
Am 1. April 1974 wurde das Dorf Dautzschen nach Großtreben eingemeindet. Am 1. Januar 1994 folgte der Zusammenschluss mit der Gemeinde Zwethau zur Gemeinde Großtreben-Zwethau. Zum 1. Januar 2011 erfolgt die Eingemeindung nach Beilrode.